# Acanthogorgiidae
Acanthogorgiidae is een familie van zachte koralen uit de orde van Alcyonacea.

## Geslachten
- Acanthogorgia Gray, 1857
- Anthogorgia Verrill, 1868
- Calcigorgia Broch, 1935
- Calicogorgia Thomson & Henderson, 1906
- Cyclomuricea Nutting, 1908
- Muricella Verrill, 1868
- Versluysia Nutting, 1910